# Лебяжья (приток Томи)
Лебяжья — река в России, протекает по Болотнинскому району Новосибирской области и Юргинскому району Кемеровской области. Устье реки находится в 143 км от устья Томи по левому берегу. Длина реки составляет 106 км, площадь водосборного бассейна — 1510 км².
Населённые пункты от истока: Новосибирская область — Лебяжье, Мануйлово, Баратаевка, Таскаево; Кемеровская область — Бжицкая, Лебяжье-Асаново, Шитиково, Чахлово, Безменово, Проскоково, Филоново, Приречье, Милютино, Елгино.

## Бассейн
- 36 км: Кандереп
- ? км: Скакальный
- ? км: Сосновка
- 64 км: Ача
  - 11 км: Сосновка
  -  ? км: Могильный
  -  ? км: Малая Речка
  - 19 км: Большая Речка
  -  ? км: Елгин
  - 28 км: Топкая
  -  ? км: Ключевская
- ? км: Лебяжка
- ? км: Истанка
- 90 км: Правая Терь
  -  ? км: Верхотуровка
- 91 км: Левая Терь
  -  ? км: Моховая
- ? км: Северная

## Данные водного реестра
По данным государственного водного реестра России относится к Верхнеобскому бассейновому округу, водохозяйственный участок реки — Томь от города Кемерово и до устья, речной подбассейн реки — Томь. Речной бассейн реки — (Верхняя) Обь до впадения Иртыша.